# دیل تی. مورتنسن
دیل تامس  مورتنسن (به انگلیسی: Dale Thomas Mortensen) اقتصاددان آمریکایی به طور مشترک به همراه دو اقتصاددان دیگر آمریکایی و بریتانیایی برنده جایزه نوبل سال ۲۰۱۰ در رشته اقتصاد شده است.
دیل مورتنسن، کرسی اقتصاد در دانشگاه نورث وسترن، ایالت ایلی نوی، را در اختیار دارد
زمینه اصلی تحقیقات پرفوسور مورتنسن، اقتصاد دان هفتاد و یک ساله آمریکایی، نظریه‌های اقتصاد خرد و همچنین اشتغال و بیکاری بوده و وی به خصوص در مورد بیکاری اصطکاکی (یا بیکاری بین دو شغل) تحقیقات مفصلی داشته است.
آکادمی سلطنتی علوم سوئد، و دیل مورتنسن، پیتر دیاموند دیگر اقتصاددان آمریکایی، و کریستوفر ای. پیساریدیس، اقتصاددان قبرسی تبار بریتانیایی را به عنوان برندگان جایزه نوبل در رشته اقتصاد معرفی کرد.
در اطلاعیه آکادمی سلطنتی علوم سوئد آمده است که دلیل اعطای جایزه نوبل به این سه نفر، تحقیقات آنان در زمینه تاثیر سیاست‌های اقتصادی بر نرخ بیکاری، فرصت‌های اشتغال و سطح دستمزد است.